# Cadence of Hyrule
Cadence of Hyrule – Crypt of the NecroDancer Featuring The Legend of Zelda (ケイデンス・オブ・ハイラル – クリプト・オブ・ネクロダンサー Feat. ゼルダの伝説) é um jogo eletrônico roguelike e de ritmo desenvolvido pela Brace Yourself Games e publicado pela Nintendo. O título é uma obra derivada e cruzamento entre Crypt of the NecroDancer e a série The Legend of Zelda, tendo sido lançado exclusivamente para Nintendo Switch em 13 de junho de 2019. Sua jogabilidade combina movimentos baseados em ritmo e mecânicas de combate dentro de níveis gerados processualmente.

## Enredo
No Reino de Hyrule, um homem misterioso chamado Octavo usa um alaúde mágico para colocar o rei, a princesa Zelda e o guerreiro Link em um sono, usando em seguida a Triforce do Poder para transformar seu alaúde no Alaúde Dourado. Cadance é misteriosamente transportada para Hyrule pela Triforce e consegue acordar Link e Zelda. Ela passa a procurar um caminho para retornar a seu mundo, enquanto os outros dois partem por Hyrule com o objetivo de derrotar os quatro campeões de Octavo, cada um de posse de instrumentos musicais encantados. Os três se unem novamente depois de todos os instrumentos terem sido adquiridos e entram no Castelo de Hyrule. Octavo revela que ele e seus campeões seriam usados em batalha contra Ganon. Ele é finalmente derrotado e abre um portal para o futuro, permitindo que Link, Zelda e Cadence confrontem e derrotem Ganon. Link e Zelda depois disso usam o Alaúde Dourado e a Triforce para enviar Cadence de volta para seu mundo.

## Desenvolvimento
O desenvolvimento de Cadence of Hyrule começou depois que Ryan Clark, criador do jogo eletrônico Crypt of the NecroDancer, entrou em contato com a Nintendo com o objetivo de pedir permissão para usar conteúdos de The Legend of Zelda em uma expansão para a conversão do título para Nintendo Switch. Clark afirmou que o interesse mútuo na ideia cresceu "mais rápido do que esperávamos". O projeto acabou evoluindo para um jogo cruzamento entre as duas obras. A ideia foi descrita como um novo título de Crypt of the NecroDancer, porém um que também tomava o cuidado para se adequar como um jogo de The Legend of Zelda. Apesar da Nintendo já ter anteriormente trabalhado em e compartilhado seus propriedades intelectuais com outros estúdios, como Ubisoft, Atlus e Capcom, esta foi a primeira vez que aceitaram trabalhar com desenvolvedores independentes.

## Ligações
- Página oficial (em inglês)